# Karl Peter Biltz
Karl Peter Biltz (* 14. Januar 1908 in Wiesbaden, Deutsches Reich; † nach 1973) war ein deutscher Theaterschauspieler, Fernsehfilm- und Hörspielregisseur, der sich auch als Drehbuchautor und Produzent betätigte.

## Wirken
Biltz hat an den Universitäten von Wien und Frankfurt am Main studiert und nebenbei Schauspielunterricht in seiner Heimatstadt Wiesbaden erhalten. Seinen Einstand auf der Bühne gab Biltz 1931 in Heinrich von Kleists Der zerbrochne Krug am Staatstheater Wiesbaden. Biltz blieb bis 1934 Wiesbaden verbunden, es folgten Verpflichtungen ans Nationaltheater Osnabrück (1935/36), ans Stadttheater Plauen (1936/37), an die Städtischen Bühnen in Freiburg im Breisgau (1937–1942) sowie an das Deutsche Theater in den besetzten Niederlanden (1942–1944).
Biltz arbeitete ab 1946 in Baden-Baden als Hörspielregisseur für die Rundfunksender Südwestfunk und war auch künstlerischer Leiter der SWF-Abteilung Fernsehen; u. a. inszenierte er für den Hörfunk das Hörspiel André Gides Theseus (1951) und später Günter Eichs Die Mädchen aus Viterbo (1953) und Das Jahr Lazertis (1954). Anschließend arbeitete er für das Fernsehen; so verfilmte er eine Vorlage von William Saroyan, Ein Bild fürs Leben (1954), mit Kurt Haars, Kurt Ebbinghaus und Herbert Mensching in den Hauptrollen. 1968 realisierte er die Anouilh-Verfilmung Romeo und Jeanette, mit Isolde Miler, Knut Hinz und Gefion Helmke.
Mit Stars wie Hellmut Lange, Hannelore Elsner und Wolfgang Büttner drehte er anschließend die Satire Das Rätsel von Piskov; in dem Fernsehspiel verarbeitete er mit den Stilmitteln einer fingierten Reportage Motive aus der Zeitmaschine von H. G. Wells. Es folgte die Verfilmung der Kurzgeschichte Vrazedný útok von Karel Čapek (Ein Mordanschlag). Seine letzte Fernseharbeit war die Verfilmung von Pavel Kohouts Satire gegen den Kalten Krieg, Krieg im dritten Stock, mit Paul Edwin Roth, Gefion Helmke und Horst-Werner Loos. Als Produzent war er für die TV-Filme Die Chinesische Mauer (1965, Regie Hans Lietzau), und Die Verspätung (1969, Regie Erich Neureuther) verantwortlich.

## Hörspiele
- 1946: William Shakespeare: Der Widerspenstigen Zähmung (Bearbeitung und Regie)
- 1946: Molière: Tartuffe; Produktion: Südwestfunk
- 1946: Gerhart Hauptmann: Der Biberpelz
- 1946: Johann Wolfgang von Goethe: Stella (Bearbeitung und Regie)
- 1946: Heinrich von Kleist: Der zerbrochene Krug
- 1947: Das Totenschiff (nach B. Traven)
- 1947: Jean Anouilh: Antigone (Bearbeitung und Regie)
- 1947: Georg Büchner: Woyzeck (Bearbeitung und Regie)
- 1949: Oscar Wilde: Bunbury
- 1949: Schmutzige Hände (nach Jean-Paul Sartre)
- 1948: Carl Zuckmayer: Des Teufels General
- 1949: Carl Zuckmayer: Barbara Blomberg (Bearbeitung und Regie)
- 1950: Axel Eggebrecht: Der halbe Weg. Spiegel und Chronik des Jahrhunderts
- 1949: Ladislaus Fodor: Gericht bei Nacht (Bearbeitung und Regie)
- 1949: Carl Zuckmayer: Barbara Blomberg (Bearbeitung und Regie)
- 1950: Axel Eggebrecht: Der halbe Weg. Spiegel und Chronik des Jahrhunderts
- 1950: Hans Rothe: Verwehte Spuren (Ankunft bei Nacht)
- 1950: Ernst von Khuon: Stellwerk K
- 1950: Egon Jameson: Hero und Leander 1950. Eine Geschichte aus unseren Tagen
- 1951: Axel Eggebrecht: Einer zahlt seine Schuld
- 1951: Was kostet eine Frau?
- 1951: Josef Martin Bauer: Glanz und Ende der Republik Asumara
- 1951: Ernst von Khuon: Der Schnitt durch das Labyrinth – Regie: Karl Peter Biltz (Original-Hörspiel, Dokumentarhörspiel)
- 1951: Robert Adolf Stemmle: Gerechtigkeit für Seznec. Nach den Dokumenten der Affäre Seznec (Bienvenu) – Regie: Karl Peter Biltz
- 1951: Graham Greene: Die Kraft und die Herrlichkeit (Bearbeitung und Regie)
- 1951: Carl Zuckmayer: Der Hauptmann von Köpenick (Bearbeitung und Regie)
- 1951: Robert Neumann: Treibgut dieser Jahre
- 1951: André Gide: Theseus
- 1952: Friedrich Dürrenmatt: Der Prozeß um des Esels Schatten
- 1952: Paul Hühnerfeld: Sieben Tage. Hörspiel nach dem Film Reporter des Satans
- 1952: Emery Bonett, Erwin Wickert: Unkraut unter dem Weizen
- 1952: Robert Neumann: Die Puppen von Poshansk  (Bearbeitung und Regie)
- 1952: Daphne du Maurier: Die Vögel
- 1953: Finden Sie Livingston
- 1953: Georg Kaiser: Von morgens bis mitternachts (Regie)
- 1953: Josef Martin Bauer: Der größte Abenteurer des Jahrhunderts
- 1954: Günter Eich: Geh nicht nach El Kuwehd
- 1954: Georges Simenon: Der Passagier vom 1. November

## Filmografie
- 1954: Ein Bild fürs Leben
- 1955: Überfahrt
- 1955: Der Spazierstock
- 1955: Die Puppen von Poshansk
- 1956: Das salomonische Frühstück (auch Drehbuch)
- 1965: Ankunft bei Nacht (Verwehte Spuren) (auch Drehbuch)
- 1967: Das Pendel
- 1968: Romeo und Jeanette
- 1969: Das Rätsel von Piskov
- 1970: Emilia Galotti (nur Produzent)
- 1970: Die lieben Freunde
- 1971: Ein Mordanschlag
- 1972: Szenen aus dem Eheleben
- 1973: Krieg im dritten Stock

## Theater (Regie)
- 1943: Gotthold Ephraim Lessing: Minna von Barnhelm (Deutsches Theater in den Niederlanden Den Haag)
- 1943: Fritz Peter Buch: Die Mainacht (Deutsches Theater in den Niederlanden Den Haag)
- 1944: Jochen Huth: Die vier Gesellen (Deutsches Theater in den Niederlanden Den Haag)